# Linje L1
L1 er én af de to linjer, der betjener Aarhus Letbane. Den betjener Grenaabanen mellem Grenaa og Aarhus H, men på sigt skal den også fortsætte ad Odderbanen til Odder. Den kommer derved til at svare til den nedlagte Aarhus Nærbane, men med nyt materiel og ændrede stationer. Linjen var annonceret til at skulle genåbne i slutningen 2017, men på grund af manglende sikkerhedsgodkendelse blev det udskudt flere gange, indtil linjen endeligt åbnede 30. april 2019. Selvom navnet tyder på at det er den første linje, åbnede linje L2 først, 21. december 2017. Dele af L1's strækning er allerede i brug under linje L2.
Linje L1 tager udgangspunkt på Grenaa Station og følges med linje L2 fra Skolebakken Station til Odder. Linjen betjener de århusianske bydele Risskov, Vejlby, Viby J, Hasselager og Tranbjerg, satellitbyer som Mårslet, Beder, Hjortshøj, Lystrup og Skødstrup, samt de større byer Hornslet, Grenaa og Odder.

## Stationer
L1 har følgende ruteplan, taget i rækkefølgen fra Grenaa Station. I første omgang er det dog kun strækningen mellem Grenaa og Aarhus H, der betjenes.
| Station            | Takstzone | Omstigningsmuligheder |
| ------------------ | --------- | --- |
| Grenaa             | 360       | 1 2 3 4 Tele 1 Tele 2 120 122 213 214 351 888                                                                                         |
| Hessel             | 360       | |
| Trustrup           | 362       | |
| Kolind             | 392       | 120 212 |
| Ryomgård           | 392       | 121 212 214 351 |
| Thorsager          | 374       | |
| Mørke              | 375       | |
| Hornslet           | 375       | 100 217 221 319 |
| Løgten             | 309       | |
| Skødstrup          | 309       | |
| Hjortshøj          | 304       | 12 32 46 |
| Hovmarken          | 304       | |
| Lystrup            | 304       | L2 |
| Torsøvej           | 302       | 13 |
| Vestre Strandallé  | 302       | 6A 17 |
| Risskov Strandpark | 302       | 12 |
| Østbanetorvet      | 301       | 20 33 |
| Skolebakken        | 301       | L2 12 13 15 100 109 200 |
| Dokk1              | 301       | L2 |
| Aarhus H           | 301       | L2 Regional InterCity InterCityLyn 1A 2A 3A 4A FLEX 11 12 13 14 15 16 17 18 19 20 40 41 42 43 44 45 46 100 103 109 200 202 302 Flybus |
| Kongsvang          | 301       | L2 |
| Viby J             | 303       | L2 Regional 6A |
| Rosenhøj           | 303       | L2 |
| Øllegårdsvej       | 303       | L2 1A 109 200 |
| Gunnar Clausensvej | 303       | L2 1A 109 200 |
| Tranbjerg          | 308       | L2 4A 202 41 |
| Nørrevænget        | 308       | L2 |
| Mølleparken        | 308       | L2 |
| Mårslet            | 308       | L2 |
| Vilhelmsborg       | 308       | L2 |
| Beder              | 308       | L2 |
| Malling            | 312       | L2 |
| Assedrup           | 861       | L2 |
| Rude Havvej        | 861       | L2 2 |
| Odder              | 861       | L2 1 2 3 100 103 302 306 331 1002 1003 1004 1005 1006 1007 1008                                                                       |

|  | Denne artikel kan blive bedre, hvis der indsættes geografiske koordinater Denne artikel omhandler et emne, som har en geografisk lokation. Du kan hjælpe ved at indsætte koordinater i wikidata. |